# Défense individuelle
 (mars 2024).
Si vous disposez d'ouvrages ou d'articles de référence ou si vous connaissez des sites web de qualité traitant du thème abordé ici, merci de compléter l'article en donnant les références utiles à sa vérifiabilité et en les liant à la section « Notes et références ».

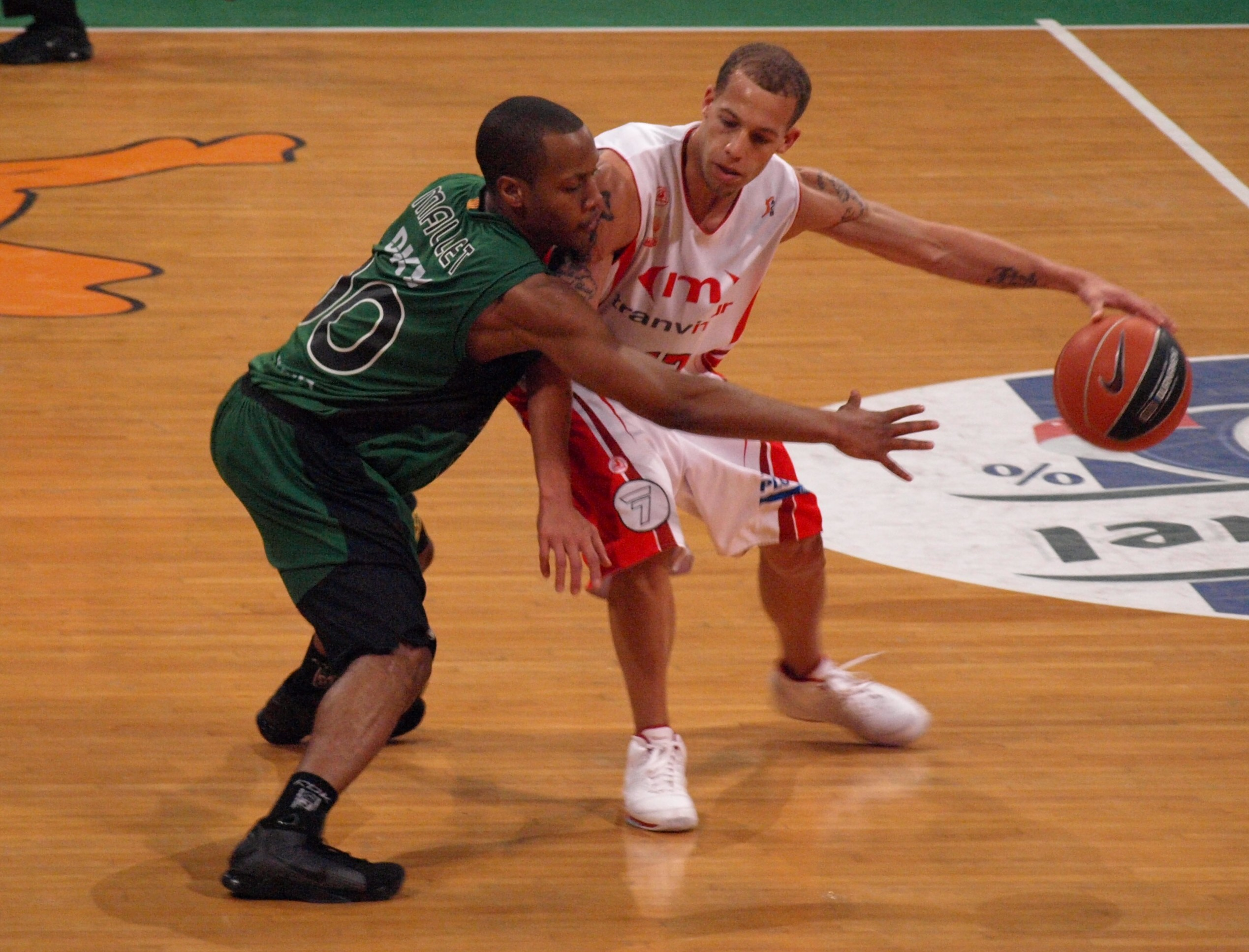
Un exemple de défense individuelle au basket-ball : le défenseur (maillot vert) bloque le passage à l'attaquant et tente de lui prendre le ballon.

La défense individuelle, ou homme-à-homme, est un type de défense utilisé en sport collectif dont le principe est que chaque joueur doit garder un adversaire spécifique. Ce type de défense est une alternative à la défense en zone, dont le principe est au contraire que chaque joueur défensif doit couvrir une zone de jeu.
La défense individuelle se pratique dans des sports comme le football, le basket-ball, le football américain ou le netball.